# Леонгард, Карл Цезарь фон
Карл Цезарь фон Леонгард (нем. Karl Cäsar Ritter von Leonhard; 12 сентября 1779, Rumpenheim, Оффенбах — 23 января 1862, Хайдельберг) — немецкий минералог и геолог.

## Биография
Леонгард рано потерял родителей. Он получил лишь скромное образование, но был честолюбив и упорно совершенствовал свои знания, чтобы получить высшее образование.
В 1797 году поступил в университет Марбурга, затем продолжал обучение в университете Геттингена. Он планировал продолжить обучение у А. Г. Вернера во Фрейберге, но брак в 1802 году (с Марией Луизой Вильгельминой Блюм, старшей дочерью финансиста в Ханау) принёс материальные трудности, которые заставили его покинуть университет и устроиться на работу в качестве оценщика в Бюро земельного налога в Ханау. Тем не менее он продолжал заниматься в свободное время.
Под влиянием Иоганна Фридриха Блюменбаха Леонгард заинтересовался минералогией и начал собирать минералы. Он переписывался с Леопольдом фон Бухом, Иоганном Вольфгангом фон Гёте, Авраамом Готтлобом Вернером, Александром фон Гумбольдтом и Карлом Иоганном Вильгельмом Фойгтом на минералогические темы и изучал их работы.
В 1803 году он делал частые научные поездки, путешествуя по Саксонии, Тюрингии, Альпам и Зальцкаммергуту. Леонгард накопил большое количество образцов, что в конечном итоге привело его к идее заняться продажей минералов. В течение следующих нескольких лет он путешествовал по австрийским Альпам, встречаясь с Фридрихом Моосом в Вене и бароном Карлом фон Моллем в Мюнхене.
В 1806 году Леонгард совместно с соавторами опубликовал работу Systematisch-tabellarische Uebersicht und Charakteristik der Mineralkörper («Систематический обзор таблицы свойств минералов»), а в 1807 году он основал журнал специально для минералогов и коллекционеров минералов — Taschenbuch für die gesammte Mineralogie. Журнал вскоре стал популярным и получил поддержку минералогов по всей Европе, что сделало имя Леонгарда широко известным. (В 1830 году название журнала было изменено на Neues Jahrbuch für Mineralogie, Geognosie, Geologie und Petrefakenkunde. Он остается престижным минералогическим журналом сегодня).
В 1805—1809 годах опубликовал свой трехтомный труд — Handbuch der allgemeinen topographischen Mineralogie, одну из своих основных работ. Леонгард поначалу придерживался доктрины нептунизма. Только позже, к 1808 году, исследования привели его к изменению взглядов в лагерь плутонистов. С 1811 по 1822 он также был редактором журнала Allgemeines Repertorium der Mineralogie. Он занимался различными другими работами с 1809 по 1818 г., когда он вернулся в Гейдельберг, чтобы принять должность профессора минералогии в университете Гейдельберга, где он оставался до конца своей жизни.
Леонгард был большим знатоком в области физических свойств минералов и окаменелостей, но из-за своего сокращенного образования, в своих лекциях полностью пренебрегал химическими и математическими аспектами минералогии. Говорят, что он пользовался «варварской терминологией в своих лекциях и жестикулировал бесконечно».
В 1817 году Леонгард, со своими друзьями (J. H. Kopp и K. L. Gärtner) издал Propädeutik der Mineralien (Введение в минералогию), ценный и поучительный сборник всех видов информации, полезной для минералогов и коллекционеров минералов. Его труд Charakteristik der Felsarten (1823—1824) был наиболее полной работой по петрологии в начале XIX века, но, основываясь исключительно на визуальном осмотре, он был произвольным и в значительной степени неудовлетворительным по современным стандартам.
Леонгард имел небольшой бизнес связанный с продажей минералов. Он был владельцем компании — Heidelberger Mineralien-Comptoir. И. В. фон Гёте был одним из его клиентов в образе поставщика и посредника сделок.
В 1824 году ввёл в науку понятие лёсс
В 1833 году Леонгард снова обратил на себя внимание популяризацией минералогии и геологии, выпустив книгу Geologie oder Naturgeschichte der Erde («Геология, или естественная история Земли»). Его личный библиография насчитывает множество других работ, в том числе 30 статей в научных журналах. Он создал огромную коллекцию минералов (свыше 8000 образцов), которую завещал Геттингенскому университету.

## Память
В 1843 году Иоганн Блюм назвал новый минерал — леонгардитом, однако последующий анализ показал, что это был частично обезвоженный непрозрачный ломонтит.

### Работы
- Handbuch der allgemeinen topographischen Mineralogie, 1805
- Leonhard/Merz/Kopp: Systematisch-tabellarische Uebersicht und Charakteristik der Mineralkörper. In oryktognostischer und orologischer Hinsicht. J.C. Hermann, Frankfurt am Main 1806
- Taschenbuch für die gesammte Mineralogie, 1807–1829
- Allgemeines Repertorium der Mineralogie, 1811–1821
- Leonhard/Jassoy: Formverhältnisse und Gruppirungen der Gebirge, 1812
- Leonhard/Selb: Mineralogische Studien, 1812
- Geschichtliche Darstellung der Schlacht bei Hanau am 30. Oktober 1813. 1. Aufl. 1813 (anonym); 2. Aufl.: 1814; 3. Aufl. 1913; ND: In: Napoleons letzte Bataille – Augenzeugenbericht der Schlacht bei Hanau am 30. und 31. Oktober 1813. Von Carl Caesar Leonhard = ND n.d. 3. Auflage von 1913. Hanau 2013.
- Leonhard/Kopp/Gärtner: Propädeutik der Mineralien, 1817
- Denkrede auf Werner, 1817 (Nekrolog für A.G. Werner)
- Naturgeschichte der Vulkane, 1818
- Handbuch der Oryctognosie, 2 Aufl. 1822, 1826
- Charakteristik der Felsarten, 1823–1824
- Geologie oder Naturgeschichte der Erde, 1833–1844, 5 Bde.
- Taschenbuch für Freunde der Geologie, 1845–1847, 3 Bde.
- Aus meiner Zeit und meinem Leben, 1844–1846
- Fremdenbuch für Heidelberg und die Umgegend: mit Holzschnitten, eingedruckten Lithographien und einer Karte, Druck und Verlag Karl Groos, Heidelberg 1834